# Lathrotriccus euleri
Lathrotriccus euleri là một loài chim trong họ Tyrannidae.